# Россошь (приток Берёзовой)
Россошь (устар. Россишь) — река в России, протекает по Милютинскому и Обливскому районам Ростовской области. Длина реки составляет 25 км, площадь водосборного бассейна 348 км².
Протекает по открытой местности в северо-западном направлении. По берегам реки рассредоточены постройки населённого пункта Савостьянов. Устье реки находится в 112 км по левому берегу реки Берёзовая.
Основные притоки — балки Трубачёва (лв), Грачёва (пр), Гакова (пр), Чаканова (пр), Черемухова (лв).

## Данные водного реестра
По данным государственного водного реестра России относится к Донскому бассейновому округу, водохозяйственный участок реки — Калитва, речной подбассейн реки — Северский Донец (российская часть бассейна). Речной бассейн реки — Дон (российская часть бассейна).
Код объекта в государственном водном реестре — 05010400612107000014460.